# Dorota Ściurka
Dorota Ściurka est une joueuse de volley-ball polonaise née le 7 janvier 1981 à Piwniczna-Zdrój. Elle mesure 1,80 m et joue au poste de réceptionneuse-attaquante. 

## Clubs
| Club                             | De        | À         |
| -------------------------------- | --------- | --------- |
| Muszynianka Muszyna              | 2000-2001 | 2002-2003 |
| Dalin Myślenice                  | 2003-2004 | 2005-2006 |
| Pałac Bydgoszcz                  | 2006-2007 | 2007-2008 |
| KPSK Stal Mielec                 | 2008-2009 | 2010-2011 |
| MKS Dąbrowa Górnicza             | 2011-2012 | 2011-2012 |
| Budowlani Łódź                   | 2012-2013 | 2014-2015 |
| AZS KSZO Ostrowiec Świętokrzyski | 2015-2016 | 2016-2017 |
| Budowlani Toruń                  | 2017-2018 | 2017-2018 |
| MKS Dąbrowa Górnicza             | 2018-2019 | 2018-2019 |
| SPS Stal Mielec                  | 2019-2020 | …         |

## Palmarès
- Coupe de Pologne
  - Vainqueur : 2012.